# Estádio Metropolitano Roberto Meléndez
O Estádio Metropolitano Roberto Meléndez (em castelhano: Estadio Metropolitano Roberto Meléndez) é um estádio de futebol localizado na cidade de Barranquilla, na Colômbia. Originalmente projetado para ser a sede principal da candidatura colombiana à Copa do Mundo FIFA de 1986, o estádio somente foi inaugurado em 11 de maio de 1986, quando o país já havia sido substituído pelo México na organização do torneio em decisão da FIFA motivada pelo grande atraso na execução e entrega da obra.
É o maior estádio do país em capacidade de público, sendo oficialmente a casa onde a Seleção Colombiana de Futebol manda suas partidas amistosas e oficiais válidas por competições continentais. Além disso, o Júnior Barranquilla, tradicional clube local, também manda ali seus jogos oficiais por competições nacionais e continentais. Sua capacidade atual é de 49 612 lugares.

## Histórico
Recebeu os jogos nacionais em 1992, várias partidas da Seleção Colombiana de Futebol pelas Eliminatórias para a Copa do Mundo. Foi uma das sedes da Copa América 2001, da qual a Colômbia foi vencedora e foi uma das sedes dos Jogos Centro-Americanos e do Caribe de 2006.

## Homenagem
O nome do estádio foi alterado em 17 de março de 1991 para render homenagem à Roberto Meléndez, ex-futebolista falecido de grande sucesso da época do futebol amador colombiano durante a década de 1930.